# 高宮バスストップ
座標: 北緯34度44分56.9秒 東経132度43分26.2秒 / 北緯34.749139度 東経132.723944度

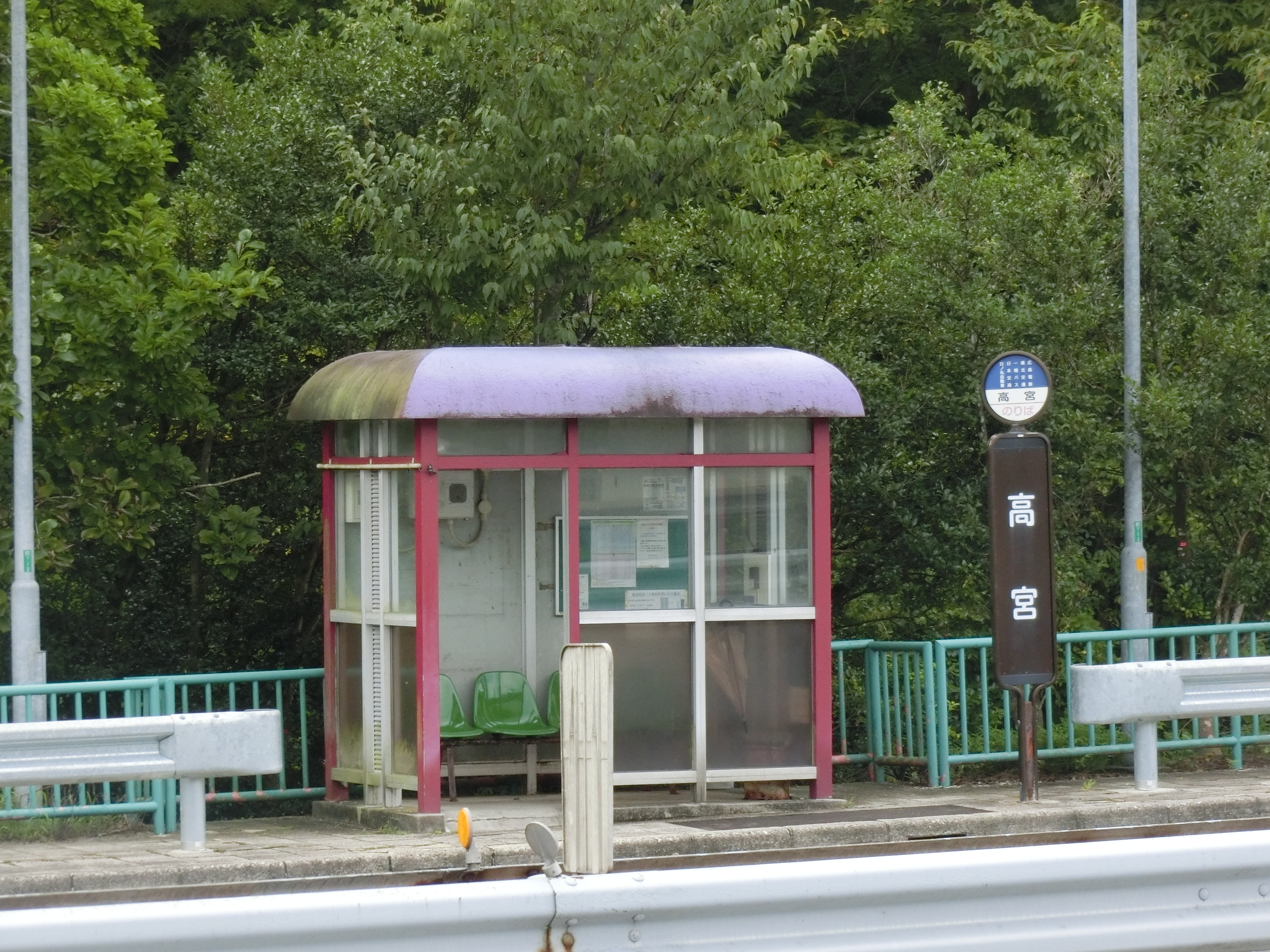
下りのバスストップ施設

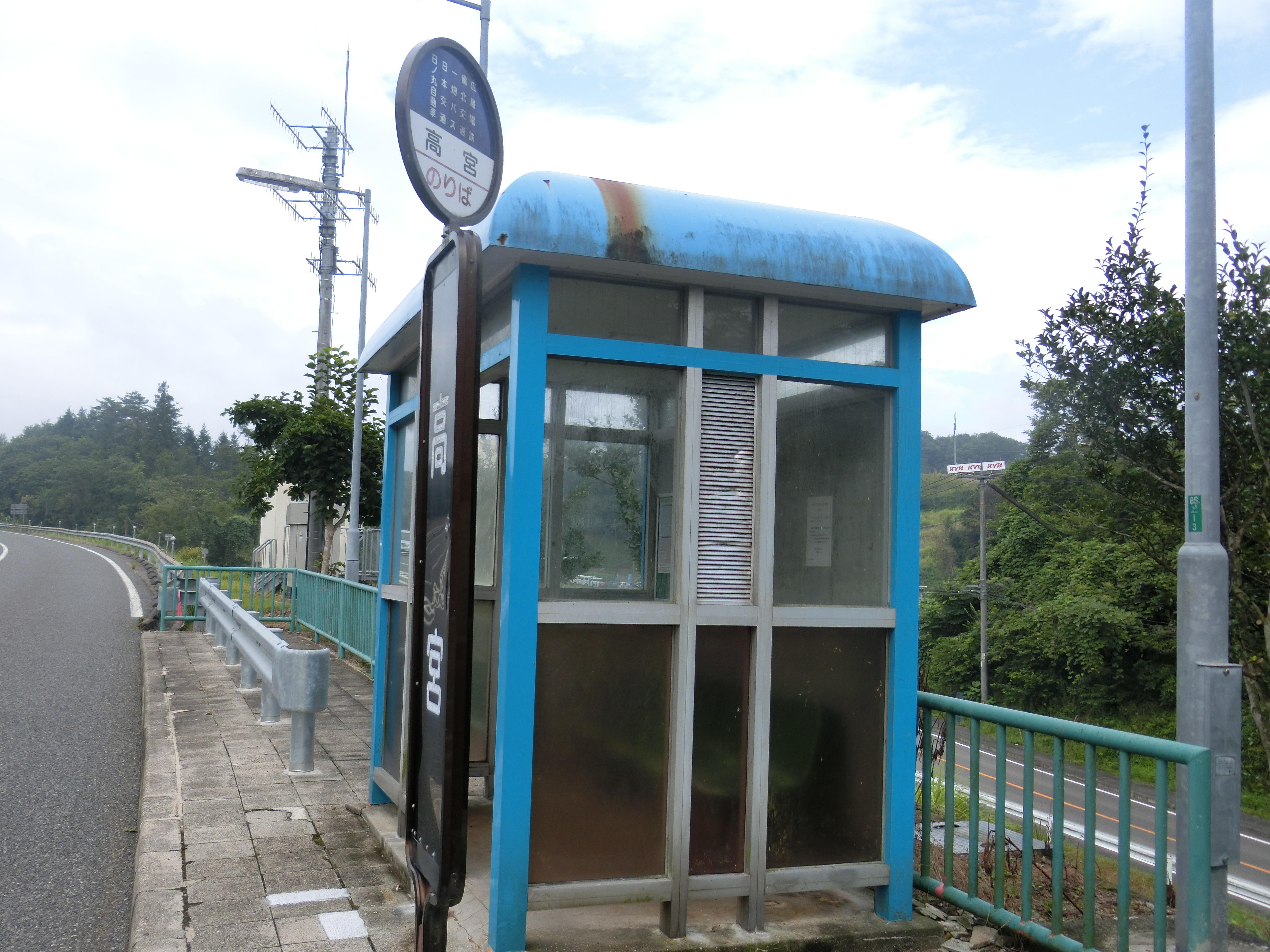
上りのバスストップ施設

高宮バスストップ（たかみやバスストップ）は、広島県安芸高田市高宮町房後の中国自動車道上にあるバス停。

## 停車する路線

### 乗降ともに可能
| のりば | 愛称               | 運行会社           | 行先                                             | 備考             |
| ------ | ------------------ | ------------------ | ------------------------------------------------ | ---------------- |
| 上り線 | 三次・庄原・東城線 | 広島電鉄・備北交通 | 三次駅・庄原BC・東城駅                           | 一部の便のみ停車 |
| 下り線 | 三次・庄原線       | 広島電鉄・備北交通 | 中筋駅・新白島駅・広島BC・広島駅新幹線口（北口） |                  |
| 下り線 | 三次・庄原・東城線 | 広島電鉄・備北交通 | 大塚駅・広島BC・広島駅新幹線口（北口）           | 一部の便のみ停車 |

かつては、広島 - 松江を結ぶグランドアロー号の一部も停車していたが，2015年7月31日以降通過となった。

## 隣
E2A 中国自動車道
(22)三次IC/BS - (PA)江の川PA - (BS)高宮BS - (23)高田IC - (BS)美土里BS

## バス停へのアクセス
- お太助バス式敷線 房後四ツ道バス停